# フレッシュインフォメーション
フレッシュインフォメーションは、青森朝日放送で放送されているミニ番組である。1997年4月開始。

## 概要
各種商品の紹介やイベントの紹介を行うミニ番組である。

## 放送時間
- 火曜 - 木曜 15時55分 - 16時00分
- 金曜 15時55分 - 16時00分、24時45分 - 24時50分

開始当初は月曜日 - 金曜日の16:55 - 17:00で放送されていた。

## MC
- 落合由佳（アナウンサー）
- 加田晶子（アナウンサー）